# Epepeotes vittatus
Epepeotes vittatus är en skalbaggsart som beskrevs av Wang 1991. Epepeotes vittatus ingår i släktet Epepeotes och familjen långhorningar. Inga underarter finns listade i Catalogue of Life.